# 尾叶山茶
长尾毛蕊茶（学名：Camellia caudata），又名尾叶山茶，是山茶科山茶属的植物。分布于台湾岛、越南、不丹、印度、尼泊尔、缅甸以及中国大陆的海南、广西、广东等地，生长于海拔300米至1,780米的地区，一般生于山坡常绿阔叶林中、林缘、山谷密林下、山坡林中、山坡阔叶林中、灌丛中以及疏林中，目前尚未由人工引种栽培。